# سیریکان چارونسیری

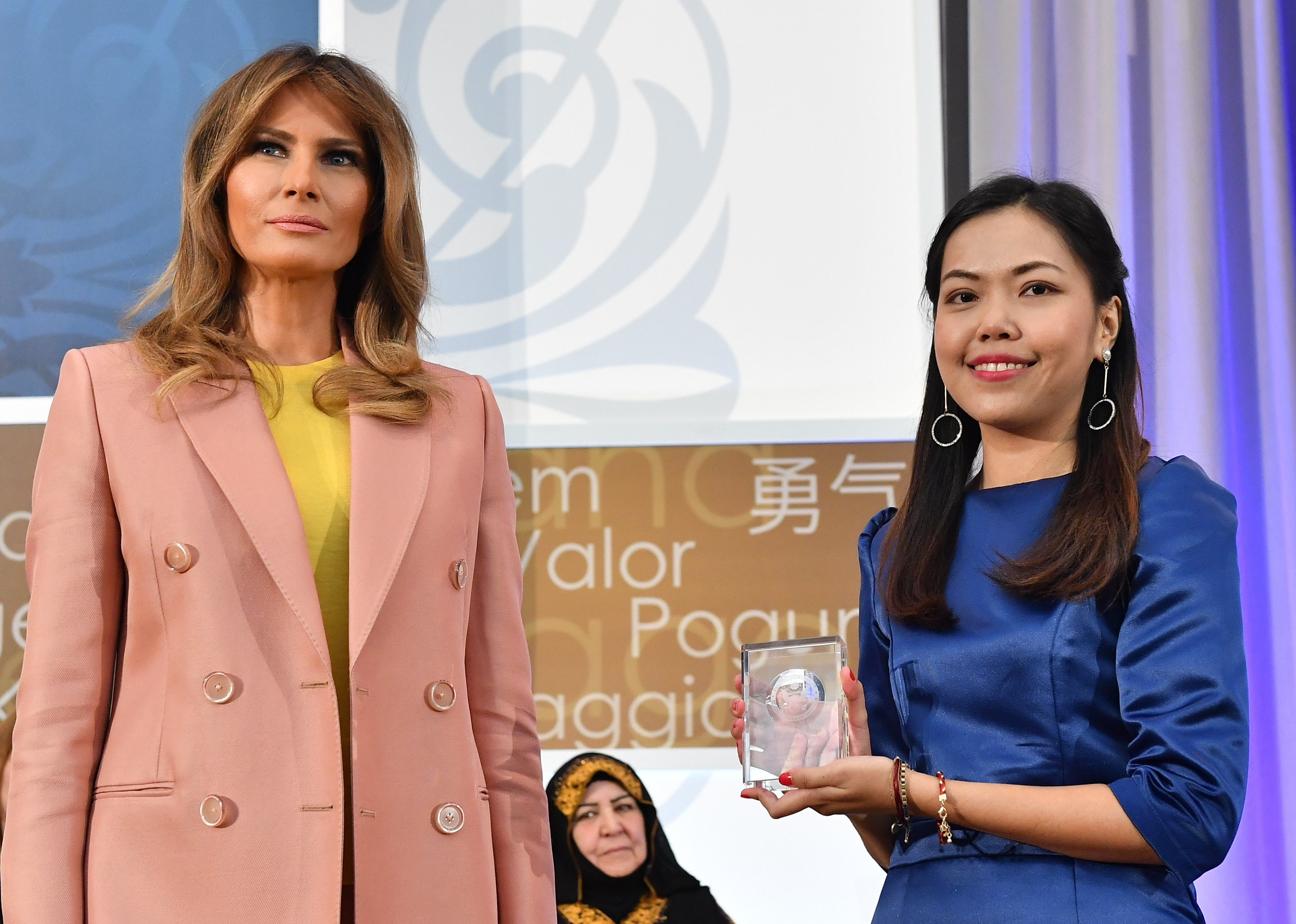
سیریکان چارونسیری از تایلند به همراه ملانیا ترامپ در جایزه بین‌المللی زنان شجاع ۲۰۱۸

سیریکان چارونسیری (تایلندی: ศิริกาญจน์ เจริญศิริ؛ زادهٔ ۱۹۸۶) وکیل اهل تایلند است.
او وکیل مدافع حقوق بشر می‌باشد و یکی از نمایندگان قانونی ۱۴ فعال دانشجویی از جنبش دموکراسی نو (NDM) است. او اولین وکیل تایلندی است که به شورش نظامی متهم شده‌است.
وی همچنین برندهٔ جوایزی همچون جایزه بین‌المللی زنان شجاع شده‌است.